# Lula (Georgia)
Lula es un pueblo ubicado en el condado de Hall en el estado estadounidense de Georgia. En el censo de 2000, su población era de 1.438.

## Demografía
En el 2000 la renta per cápita promedia del hogar era de $36,741, y el ingreso promedio para una familia era de $43,667. El ingreso per cápita para la localidad era de $15,246. Los hombres tenían un ingreso per cápita de $30,195 contra $23,750 para las mujeres.

## Geografía
Lula se encuentra ubicado en las coordenadas 34°23′23″N 83°39′51″O / 34.38972, -83.66417 (34.389746, -83.664270).
Según la Oficina del Censo, la localidad tiene un área total de 7,2 km² (2,8 mi²), de la cual 7,2 km² (2,8 mi²) es tierra y 0 km² (0 mi²) (0.00%) es agua.